# Grant Wood
Grant DeVolson Wood (13. února 1891 Anamosa – 12. února 1942 Iowa City) byl americký malíř, zakladatel amerického regionalismu.
Pocházel z kvakerské zemědělské rodiny, po smrti otce se přestěhoval do Cedar Rapids, záhy se vyučil práci se dřevem a kovem, načež se vyučil v umělecké škole v Minneapolis. Od roku 1913 studoval na večerní škole při Art Institute of Chicago. Velký vliv na něho měla dlouhá cesta po Evropě ve 20. letech, kde studoval impresionisty a postimpresionisty, ale seznámil se zde i s vlámským uměním 15. století. V roce 1932 pomáhal vybudovat uměleckou kolonii Stone City Art Colony u Cedar Rapids. V letech 1934–1941 vyučoval malbu na University of Iowa, nedlouho po odchodu z univerzity předčasně zemřel na rakovinu slinivky.
Woodovo umění je dnes vymezováno jako regionalismus, jehož podstata spočívá v zachycování typického amerického venkovského života především klasickými technikami. Wood jednoznačně odmítá evropskou abstrakci. Regionalismus je spojen s 30. lety, tedy s dobou Velké hospodářské krize, takže je zde často zachycen i sociální rozměr. Sám Wood je znám především díky svému obrazu Americká gotika (American Gothic) z roku 1930. Obraz se stal často citovanou i parodovanou ikonou americké kultury, mj. i v seriálu Simpsonovi. Známý je také ironický obraz Dcery revoluce (Daughters of Revolution) z roku 1932.

## Obrazy

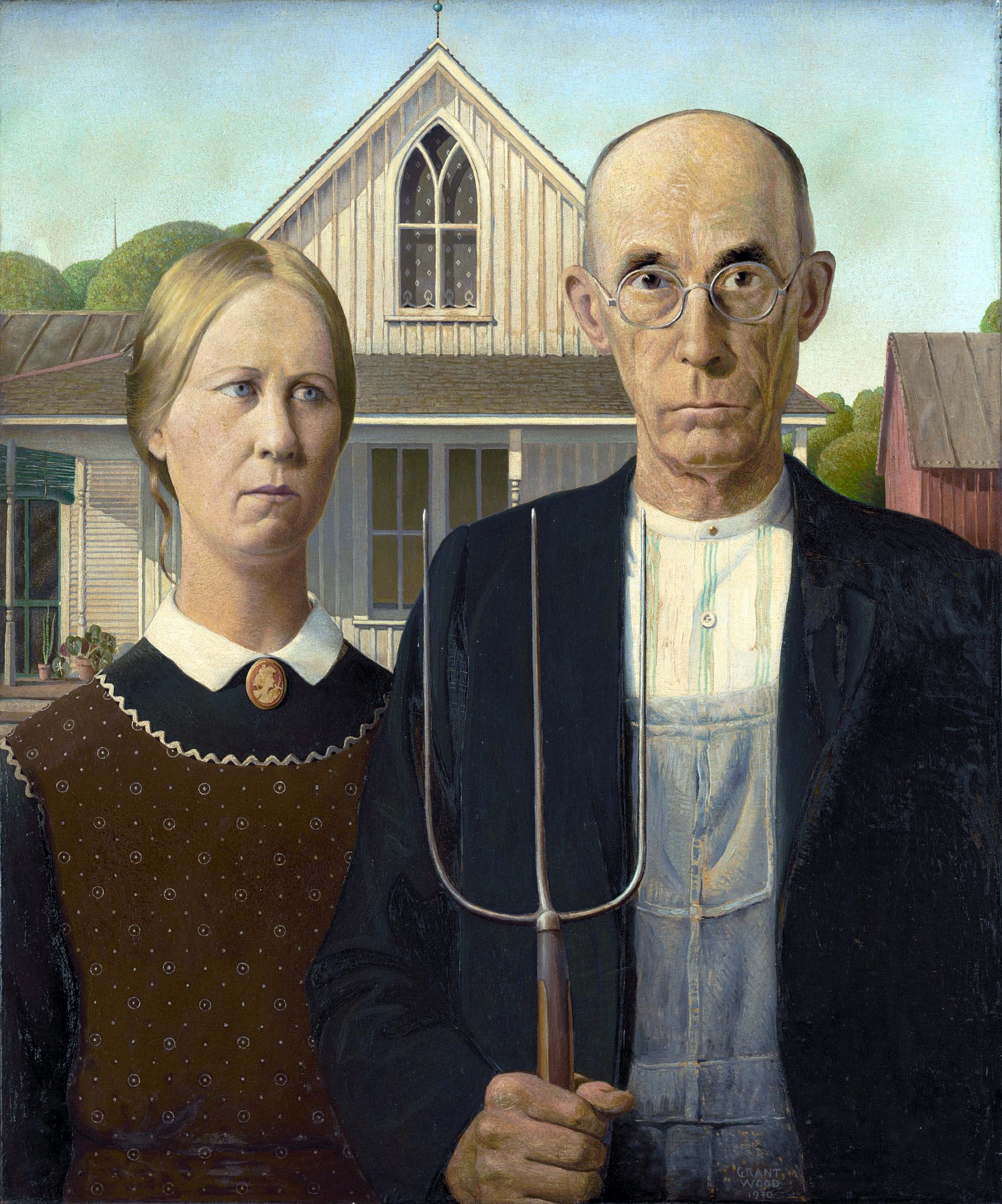
Americká gotika, 1930, Art Institute of Chicago
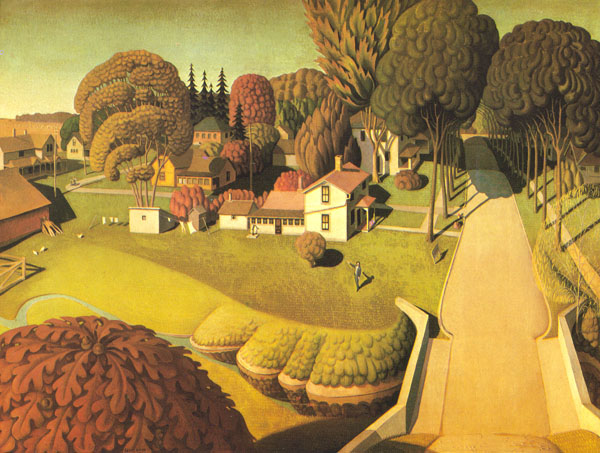
Místo narození Herberta Hoovra, 1931
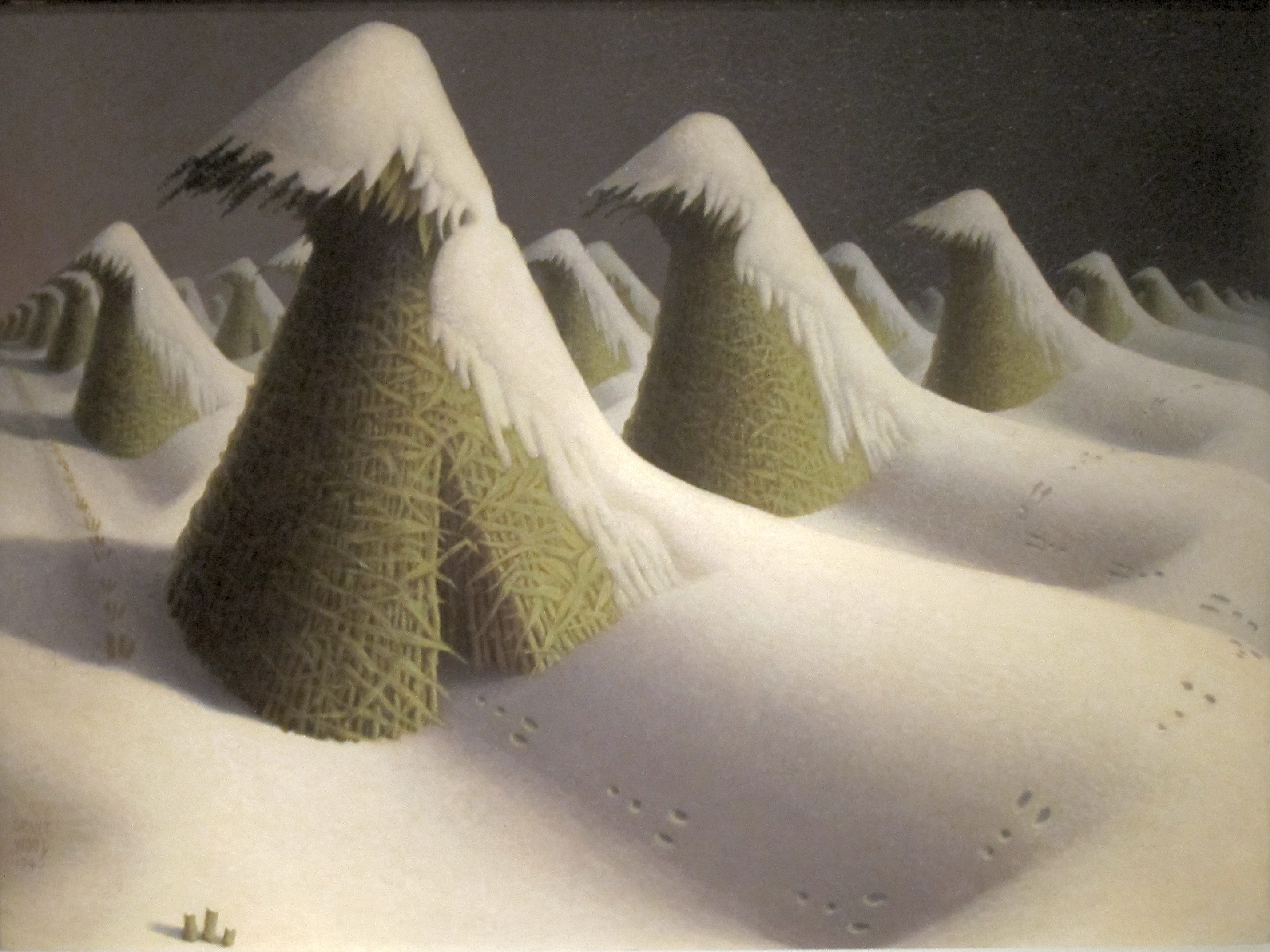
Leden, 1940–1941, Cleveland Museum of Art
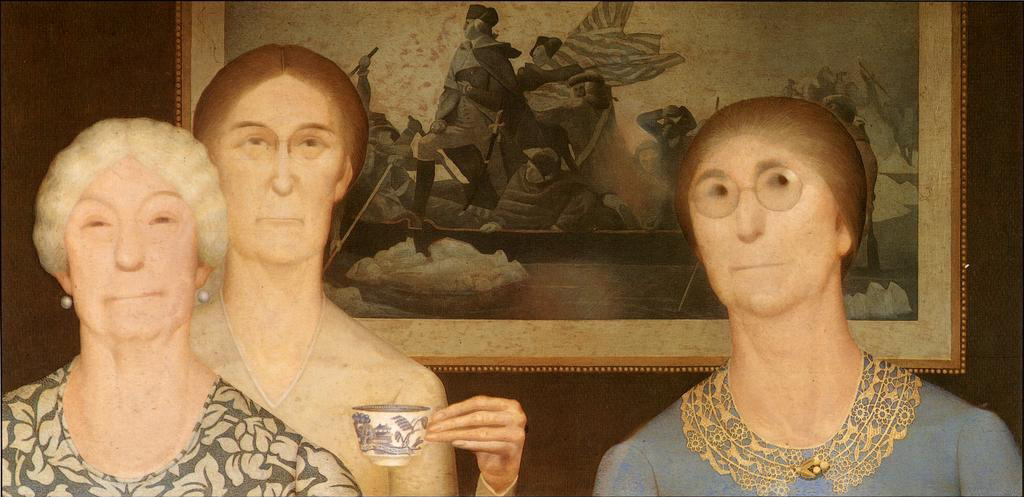
Daughters of Revolution, 1932